# Hating Life
Hating Life (v překladu nenávidíce život) je čtvrté studiové album švédské death metalové skupiny Grave. Vydáno bylo v roce 1996 hudebním vydavatelstvím Century Media Records. Bylo nahráno ve studiu Sunlight Studio ve Stockholmu. Sestava doznala změny oproti předchozímu albu Soulless z roku 1994, zpěvák a baskytarista Jörgen Sandström odešel do jiné švédské deathmetalové skupiny Entombed a album tak stvořila pouze dvojice Ola Lindgren (vokály, baskytara, kytara) a Jens Paulsson (bicí).
Intro tvoří úryvek z hororového filmu Hellraiser III: Peklo na Zemi.

## Seznam skladeb
1. "Worth the Wait" – 3:42
2. "Restrained" – 3:44
3. "Winternight" – 3:03
4. "Two of Me" – 2:39
5. "Beauty Within" – 3:47
6. "Lovesong" – 3:12
7. "Sorrowfilled Moon" – 4:23
8. "Harvest Day" – 3:44
9. "Redress" – 3:30
10. "Still Hating Life" – 1:15

## Sestava
- Ola Lindgren – vokály, kytara, baskytara
- Jens Paulsson – bicí